# MTV World Stage
MTV World Stage é um programa da MTV que é exibido que exibe concertos musicais em diversas partes do mundo. A proposta do World Stage é transmitir concertos de famosas bandas para todos.
Nele já passaram várias bandas em diversos lugares do mundo.
No Brasil, o programa também é exibido pelos canais VH1 Brasil e VH1 HD sob o nome VH1 HD World Stage. No nome original do programa, já foi exibido pela MTV Brasil, atualmente é exibido pela MTV.

## Bandas
- SUM 41
- MGMT
- Green Day
- My Chemical Romance
- Tokio Hotel
- Depeche Mode
- Muse
- Black Eyed Peas
- 30 Seconds to Mars
- The Pussycat Dolls
- Justin Bieber
- Coldplay
- Linkin Park
- Slash
- Beyoncé
- Queen
- Snoop Dogg
- Slipknot
- Enrique Iglesias
- Nirvana
- Maroon 5
- Gorillaz
- Kesha
- Jason Derülo
- Red Hot Chili Peppers
- Evanescence
- Taylor Swift
- Big Bang
- Korn
- Ariana Grande
- LiSA

## Festivais
- Ozzfest
- Oxegen Festival
- Isle of MTV 2010
- Isle Of MTV Highlights 2011
- VMAJ
- Malaysia Festival 2010
- Festival de Benicassim Highlights 2011
- Oxegen Festival 2011
- EMA 2011
- Titanic Sounds